# Kvetoslavov
Kvetoslavov este o comună slovacă, aflată în districtul Dunajská Streda din regiunea Trnava. Localitatea se află la altitudinea de 125 m deasupra n.m., se întinde pe o suprafață de 8,1 km2 și în 2017 număra 1.430 de locuitori.

## Istoric
Localitatea Kvetoslavov este atestată documentar din 1230.

## Demografie
| An:                | 1994 | 2004    | 2014    | 2024    |
| ------------------ | ---- | ------- | ------- | ------- |
| Număr de persoane: | 748  | 858     | 1104    | 2110    |
| Diferență:         |      | +14,70% | +28,67% | +91,12% |

| An:                | 2023 | 2024   |
| ------------------ | ---- | ------ |
| Număr de persoane: | 2001 | 2110   |
| Diferență:         |      | +5,44% |